# Gentianella aerimontana
Gentianella aerimontana là một loài thực vật có hoa trong họ Long đởm. Loài này được S.E.Fröhner mô tả khoa học đầu tiên năm 1965.